# Haldórsvík
Haldórsvík innan 2011 Haldarsvík (danska: Haldersvig) är en ort belägen i den nordöstra delen av Streymoy, Färöarna. Bland många färöingar är byn främst känd som enbart Vík. Haldórsvík tillhör Sunda kommun och hade år 2015 124 invånare.

## Historia
Haldórsvík nämns första gången 1584. Kyrkan är från 1856 och är dedikerad till prästen och språkforskaren Venceslaus Ulricus Hammershaimb, en kyrka speciellt utformad i en åttakantig form (som är unikt i färöiska sammanhang), men också för sin altartavla. Altartavlan är modernare och föreställer Den sista nattvarden, med den modifikationen att apostlarnas ansikten är utbytta mot nulevande kända färöingar.
Samhället tillhörde den tidigare Norðstreymoys prästgäldskommun och var från 1913 centralort i Haldarsvíks- och Saksuns kommun.

## Befolkningsutveckling
| Befolkningsutvecklingen i Haldórsvík 1985–2015 | Befolkningsutvecklingen i Haldórsvík 1985–2015 | Befolkningsutvecklingen i Haldórsvík 1985–2015 | Befolkningsutvecklingen i Haldórsvík 1985–2015 | Befolkningsutvecklingen i Haldórsvík 1985–2015 |
| ---------------------------------------------- | ---------------------------------------------- | ---------------------------------------------- | ---------------------------------------------- | ---------------------------------------------- |
|                                                |                                                |                                                |                                                |                                                |
| År                                             |                                                |                                                | Folkmängd                                      |                                                |
| 1985                                           | 1985                                           |                                                | 198                                            |                                                |
| 1990                                           | 1990                                           |                                                | 196                                            |                                                |
| 1995                                           | 1995                                           |                                                | 171                                            |                                                |
| 2000                                           | 2000                                           |                                                | 165                                            |                                                |
| 2005                                           | 2005                                           |                                                | 156                                            |                                                |
| 2010                                           | 2010                                           |                                                | 132                                            |                                                |
| 2015                                           | 2015                                           |                                                | 124                                            |                                                |
|                                                |                                                |                                                |                                                |                                                |